# 제44회 카를로비바리 국제 영화제
제44회 카를로비바리 국제 영화제는 2009년 7월 3일에 열린 시상식이다.

## 수상 및 후보

### 대상(장편)
- 바닷가 천사 - 프레데릭 뒤몽 수상

### 심사위원특별상(장편)
- 트웬티 - 압돌레자 카하니 수상

### 감독상(장편)
- 보드카 위스키 - 안드레아스 드레센 수상

### 여우주연상(장편)
- 파프리카 스틴 수상

### 남우주연상(장편)
- 바닷가 천사 - 올리비에 구르메 수상
- 영혼을 빌려드립니다 - 소피 바르트 수상

### 심사위원특별언급(장편)
- 돼지들 - Filip Garbacz 수상

### 다큐멘터리상(30분이하)
- Wagah - 수프리요 센 수상

### 다큐멘터리상(30분이상)
- Osadne - 마르코 스코프 수상

### 심사위원특별언급(다큐멘터리)
- 틸 잇 허츠 - 마르신 코즈잘카 수상
- 위 리브 인 퍼블릭 - 온디 티모너 수상

### East of the West부문(장편)
- 룸 앤 하프 - 안드레이 크르자노프스키 수상

### East of the West부문(심사위원 특별언급)
- 스크래치 - 미할 로사 수상

### 관객상
- 사이즈의 문제 - 에레즈 다드모르 외1명 수상

### 유럽영화상
- 윌 낫 엔드 히어 - 빈코 브레잔 수상

### 에큐메니칼 심사위원상
Martin Pieter Zandvliet 수상

### 영화제 위원장상
- 이자벨 위페르 수상
- 존 말코비치 수상
- 얀 슈반크마이에르 수상

### 공식부문-경쟁
- 히말라야, 바람이 머무는 곳 - 전수일
- 나는 너의 친구가 아니다 - 기요로기 폴피
- 돼지들 - 로버트 글린스키
- 소울 앳 피스 - 블라디미르 발코
- 트웬티 - 압돌레자 카하니
- 윌 낫 엔드 히어 - 빈코 브레잔

### 오픈아이즈부문
- 40번째 문 - 엘친 굴리예프
- 얼라이브! - 아르탄 미나롤리
- 크레이피시 - 이반 체르켈로프
- Devil's Town - Vladimir Paskaljević
- 엘 파소 - Zdenek Tyc
- 로스트 타임즈 - 아론 마티야시
- 밤으로의 질주 - 이그나스 미스키니스
- 무당의 춤 - 굴삿 오마로바
- 타인의 아들 - 아르센 안톤 오스토이치
- 제방의 저편 - 게오르게 오바슈빌리
- 페이퍼 솔저 - 알렉세이 게르만 주니어
- 룸 앤 하프 - 안드레이 크르자노프스키
- 스크래치 - 미할 로사
- The Seventh Circle - Árpád Sopsits

### 다큐멘터리 경쟁부문
- Adulthood - 노엘 클라크
- Eamon - Margaret Corkery
- Escape from the Call Center - Federico Rizzo
- 에브리씽 스트레인지 앤 뉴 - 프레이저 브래드쇼
- Liar - Tom Geens
- New Denmark - 라파엘 오엘렛
- Oxygen - Ivan Vyrypaev
- 라미레즈 - 알베르트 아리차
- Secure Space - Oren Gvili
- 지금, 이대로가 좋아요 - 부지영
- Snow White and Russian Red - Xawery Żuławski
- 라 티그라, 차코 - 페데리코 고드프리드

### 수평선부문
- 액트 오브 갓 - 제니퍼 베이치월
- Anas: An Indian Film - Enric Miró
- Anders & Harri - Johan Palmgren 외1명
- 디아리오 디 우노 스쿠로 - 다비데 바레티 외2명
- 광기의 땅 - 뤽 물레
- 레슨스 프럼 더 나잇 - 에드리언 프란시스
- Muezzin - Sebastian Brameshuber
- 우공이산 - 조안나 바스케스 아롱
- Osadne - 마르코 스코프
- 사이드 바이 사이드 - 크리스티안 쇤데르비 옙센
- 곤충의 소리 - 피터 리슈티
- 도즈 후 리메인 - 후안 카를로스 룰포 외1명
- 스릴러 인 마닐라 - 존 도워
- 틸 잇 허츠 - 마르신 코즈잘카
- Wagah - 수프리요 센
- 위 리브 인 퍼블릭 - 온디 티모너

### 독립영화 포럼부문- 알란 루돌프 헌정
- 35 럼 - 클레어 드니
- 어바웃 엘리 - 아쉬가르 파라디
- 애덤 레져렉티드 - 폴 슈레이더
- Athens-Istanbul - Nikos Panayotopoulos
- 어웨이 위 고 - 샘 멘데스
- Camino - Javier Fesser
- 금발 소녀의 기벽 - 마뇰 드 올리베이라
- 언 애듀케이션 - 론 쉐르픽
- 엠프티 네스트 - 다니엘 부르만
- 영원한 순간 - 얀 트로엘
- 에브리원 엘스 - 마렌 아데
- 거인 - 아드리안 비니에즈
- 까따린 바가 - 피터 스트릭랜드
- 레슨 21 - 알레산드로 바리코
- 리미츠 오브 컨트롤 - 짐 자무쉬
- 파우스타 - 클로디아 로사
- 로토르 - 패트릭-마리오 버나드 외1명
- 퍼블릭 에너미 - 마이클 만
- 리키 - 프랑소와 오종
- 세라핀 - 마르탱 프로보스트
- 신 놈브레 - 캐리 후쿠나가
- 스위트 러시 - 안제이 바이다
- 테자 - 헤일리 게리마
- 웰컴 - 필립 리오레
- 백야의 결혼식 - 발타자르 코루마쿠르
- A Whole Life Ahead - Paolo Virzi
- 더 레슬러 - 대런 아로노프스키

### 다큐멘터리 비경쟁부문
- 날 선택해요 - 앨런 루돌프
- 사설 탐정 해리 - 앨런 루돌프
- 리멤버 마이 네임 - 앨런 루돌프
- 시크릿 라이브즈 오브 덴티스츠 - 앨런 루돌프
- 레인 시티 - 앨런 루돌프

### Inventura FF 부문
- 25 캐럿 - 파트시 아메즈쿠아
- 뷰익 리비에라 - 고란 루시노빅
- Dirty Mind - Pieter Van Hees
- The Girl - Fredrik Edfeldt
- 히어 앤 데어 - 다코 룬구로브
- 칠드런 - 톰 샹클랜드
- 라스트 컨버세이션 - 노우드 히르켄스
- 메이드 인 헝가리아 - 게르게이 포뇨
- 스몰 크라임 - 크리스토스 게오기우
- 후즈 어프레이드 오브 더 울프 - 마리아 프로차즈코바

### 신작부문 - 유망작
- The Artist - Mariano Cohn 외1명
- 날고 싶은 눈 먼 돼지 - 에드윈
- 국경 - 하루튠 하차트리안
- 똥파리 - 양익준
- 깨어진 약속 - 이에르지 흐룸스케
- 장기수 브론슨의 고백 - 니콜라스 윈딩 레픈
- Crackie - Sherry White
- 미쓰 홍당무 - 이경미
- Distance - Thomas Sieben
- Familystrip - Luis Miñarro
- 페라리 디노 걸 - 얀 네메치
- 나에게 자유를 - 아라쉬 T. 리아히
- 금지된 젊음 - 도메 카루코스키
- Gamecock Breeder - Sergio Mazza
- 굿바이 솔로 - 라민 바라니
- 러브 익스포져 - 소노 시온
- Non-ko - 쿠마키리 카즈요시
- 열정 - 하마구치 류스케

### 러시아를 점령한 여성
- 최고의 날들 - 스베트라나 프로슈리나
- Everybody Dies But Me - Valeria Gai Germanika
- Lower Caledonia - Yulia Kolesnik
- 화성 - 안나 멜리키안
- 남자가 여자를 도청할 때 - 라리사 사딜로바
- Once Upon a Time in the Provinces - Katya Shagalova
- 플러스 1 - 옥사나 비흐코바
- The Sky. The Plane. The Girl - 베라 스토로체바

### 2009: 뮤지컬 오디세이
- Babusya - Lidia Bobrova
- How Much Does the Trojan Horse Weigh? - 율리우즈 마슐스키
- 타인의 삶 - 플로리안 헨켈 폰 도너스마르크
- Marriage Stories and Marriage Stories 20 Years Later (Zuzana and Stanislav) - 헬레나 트레슈티코바
- Pretty Village Pretty Flame - Srdjan Dragojević
- 엠마와 부베의 사랑 - 이스트반 자보

### 특별 이벤트
- 올 투모로우 파티 - 조나단 카우에트
- Before the Music Dies - Andrew Shapter
- Colorfield Variations - různí režiséři
- A Cross the Universe - Romain Gavras 외1명
- I Never Promised You a Rose Garden (A Portrait of David Toop Through His Record Collection) - Guy-Marc Hinant 외1명
- Little Blue Nothing - Vincent Moon
- 패티 스미스 - 스티븐 세브링
- Snapshots - Peter Krištúfek

### 레바논 영화
- 컨트리 티처 - 보단 슬라마
- English Strawberries - Vladimír Drha
- 가드 47번 - 필립 렌치
- The Marbles - Olga Dabrowská
- May - F.A. Brabec
- My Husband's Women - Ivan Vojnár
- Sister - Vít Pancíř
- Tobruk - Václav Marhoul
- Wingless - 이보 트라코브
- You Kiss Like God - Marie Poledňáková

### 제리 샤츠버그 헌정
- 쾌락의 공범자들 - 얀 슈반크마이에르
- 가브리엘 - 파트리스 쉐로
- 그의 형제 - 파트리스 쉐로
- 정사 - 파트리스 쉐로
- 여왕 마고 - 파트리스 쉐로
- Those Who Love Me Can Take the Train - 파트리스 쉐로
- The Wounded Man - 파트리스 쉐로